# 이지창

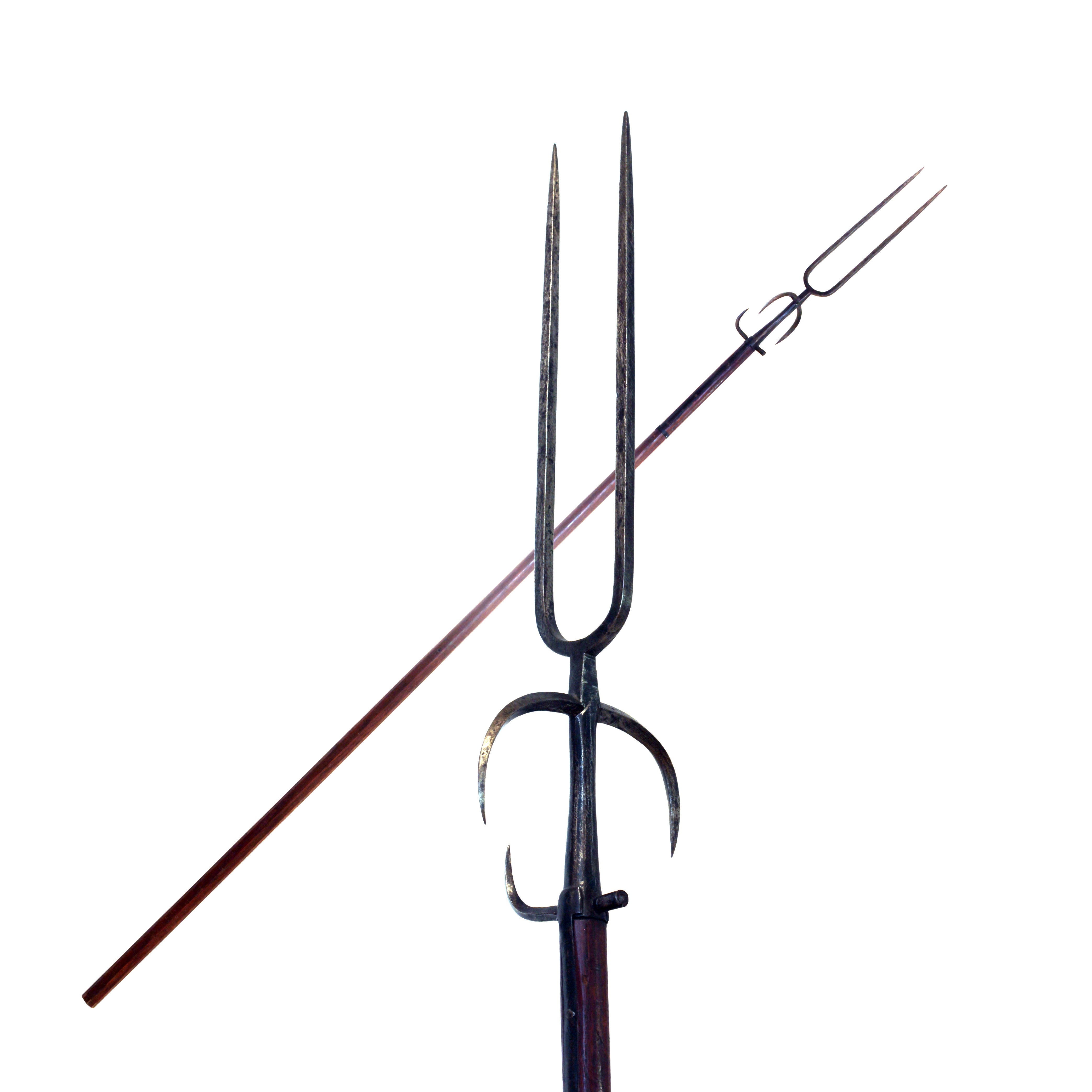
16세기 후반 ~ 17세기 초반경에 사용된 이지창. 길이는 약 2.5 미터.

이지창(二枝槍, fork)은 15세기 ~ 19세기 유럽에서 사용된 장병기의 일종이다. 대부분의 장병기가 그러하듯, 이지창은 생활도구인 쇠스랑에서 비롯되었다.
어업에 사용된 삼지창과는 달리, 이지창은 갈큇발이 휘어진 경우가 거의 없으며, 대개 원형인 쇠스랑과 비교해 곧게 뻗어 있는 두 개의 갈큇발로만 이루어져 있었다. 두 개의 갈큇발은 평행하거나 살짝 벌어져 있다. 이 무기는 제대로 사용하려면 몇 년 동안의 수행이 필요한 검과 비교해 상대적으로 사용하기 쉬웠으며, 창이 없는 상황에서 주로 사용되었다.

## 같이 보기
- 삼지창